# Oxypetalum erectum
Oxypetalum erectum är en oleanderväxtart som beskrevs av Carl Friedrich Philipp von Martius. Oxypetalum erectum ingår i släktet Oxypetalum och familjen oleanderväxter. Inga underarter finns listade i Catalogue of Life.